# 對話中國
對話中國（英語：Dialogue China）是六四學運領袖王丹與中國90後學生代表、新中產階級與台灣、香港等海外華人，選擇在六四學運29週年2018年於美國首都華盛頓成立的智庫機構。

## 目标
智庫成立是為了因應中國共產黨從威權走向極權，對外國進行政治、經濟與意識形態擴張的局勢變化。智庫目標是聯合廣泛的民主自由陣線，提出具體政策、制度與方案分析中國的台灣、西藏、內蒙古與新疆問題現狀，使中國和平轉換到民主憲政，中長期目標是與中共體制內開明力量進行對話。

## 成員
因為智庫經費限制，目前智庫成員除了部分著名成員以外，有理事15人，另外以招募義工方式尋找成員。
- 所長：王丹
- 副所長：項小吉
- 辦公室主任：金岩
- 法律顧問：李進進
- 理事會召集人：王軍濤
- 理事：王丹，王軍濤，胡平，蘇曉康，陳小平，項小吉，金岩，童屹，王天成，關堯，王潤之(企業家)，張偉國 ，林飛帆(台灣)，黃之鋒(香港)，白曉彤(赴加拿大中國留學生)，關堯（華人反極權聯盟創辦人）
- 學術委員會召集人：胡平(擬推薦)
- 委員：Perry Link，陳奎德，夏明，王超華，Larry Diamond，廖亦武，康正果，吾爾開希，吳祚來，吳仁華，魏碧洲
- 顧問委員會召集人：蘇曉康(擬推薦)
- 駐韓國代表：李大宣(韓國)

### 著名成員
- 吾爾開希 (流亡海外民運人士)
- 林飛帆 (台灣太陽花學運領袖)
- 黃之鋒 (香港學運領袖、香港眾志秘書長) [5]

## 研究方向

### 中國沙龍
對在美國的中國留學生舉辦沙龍與小型座談，藉由討論中國時事與各國民主經驗，瞭解完整真實的中國歷史與真相。

### 中國簡報
由一批中國90後在中國國內讀書與在西方國家留學的編輯，負責提供兩類有關中國的資訊，第一類是流亡海外的中國精英人士對中國的觀察與分析；第二類是透過網際網路尋找微博、微信、人人網、騰訊QQ群組等中國社群媒體訊息，提供給大眾中國民間的真實情況。

## 外部連結
- 對話中國 Dialogue China 官方網站 （页面存档备份，存于）